# Robert Arnauld d’Andilly

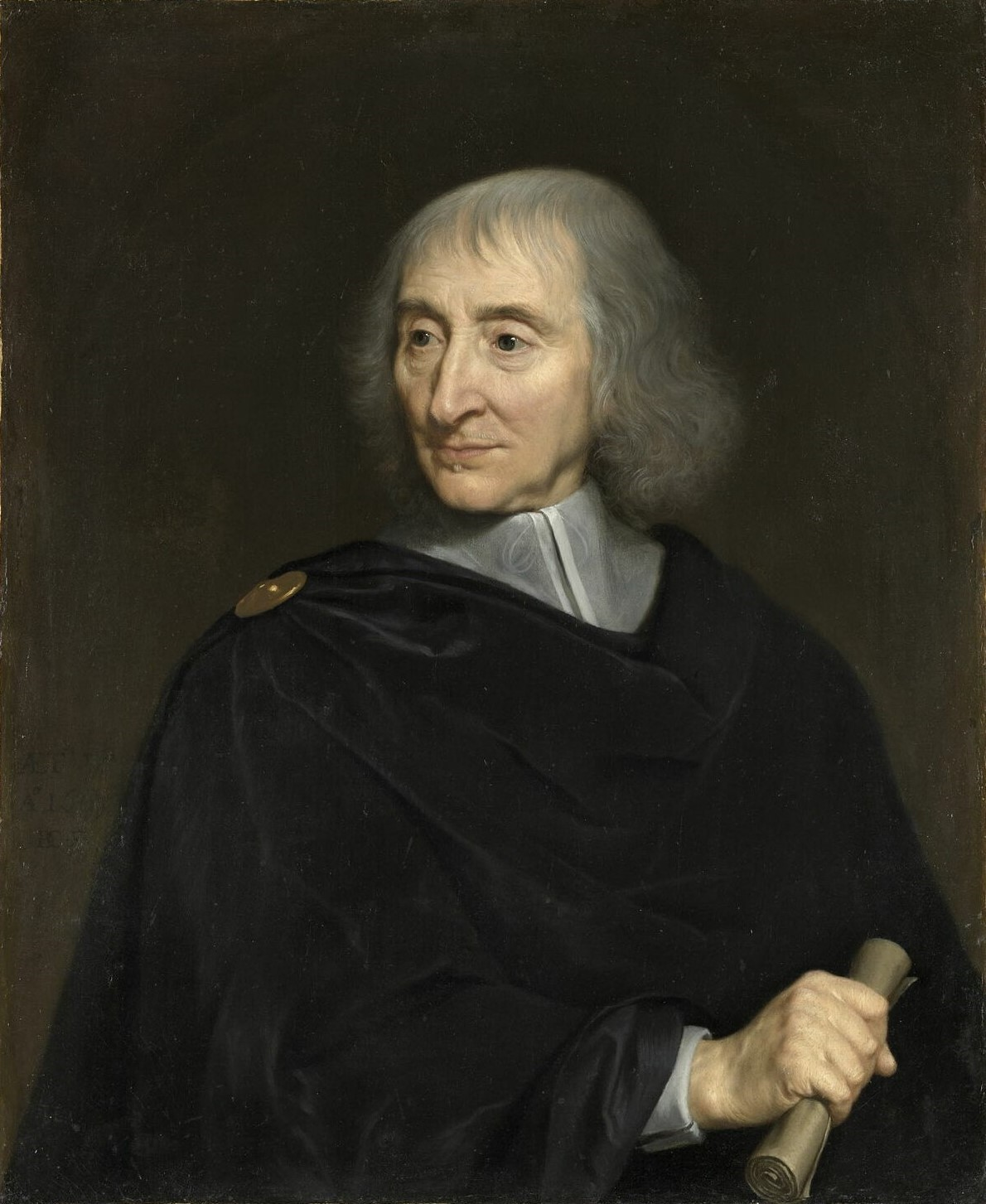
Robert Arnauld d’Andilly, Gemälde von Philippe de Champaigne

Robert Arnauld d’Andilly (* 28. Mai 1589 in Paris; † 27. September 1674 in Port Royal des Champs) war ein französischer Hofbeamter, Staatstheoretiker, Jansenist, Dichter und Übersetzer.

## Leben
Robert Arnauld d᾽Andilly war das älteste von 20 Kindern des Ratsherrn Antoine Arnauld (1560–1619) und dessen Ehefrau Catherine Marion de Druy († 1641). Er war der Bruder von Angélique Arnauld, von Agnès Arnauld und von Antoine Arnauld, der Vater von Simon Arnauld de Pomponne und der Onkel von Antoine Le Maistre. Man hat von der Familie Arnauld als einer Art Clan sprechen können.
Ab 1623 war Arnauld d᾽Andilly Generalintendant am Hofe von Gaston d’Orléans, dem Bruder des Königs Ludwig XIII. Als er 1628 in Ungnade fiel, begann er zu dichten und besuchte den literarischen Salon der Madame de Rambouillet, lehnte aber zweimal (1635 und 1638) die Aufnahme in die Académie française ab. Ab 1634 war er wieder in Amt und Würden.
Ab 1620 Freund des Jansenisten Saint-Cyran, nahm er diesen in sein Haus auf. Als Saint-Cyran 1638 ins Gefängnis kam, besuchte er ihn täglich. Nach dessen Tod 1643 gesellte sich Arnauld d᾽Andilly 1644 zu den Solitaires von Port-Royal, verließ sie aber später wieder. Nach einem Dasein als geheimer Korrespondent von Mazarin sowie als Literat und Übersetzer (von 1664 bis 1669 unter Hausarrest in Pomponne) kehrte er 85-jährig nach Port-Royal des Champs zurück und starb dort Ende September 1674. In Madeleine de Scudérys Roman Clélie ist er unter dem Namen Timante dargestellt.
Arnauld d᾽Andilly wurde für seine literarische Produktion bewundert, namentlich für seine Oeuvres chrétiennes (1633, 1641), die in jüngster Zeit eine kritische Ausgabe erlebten. In seinem Manuskript gebliebenen Mémoire pour un souverain entwickelte er 1643 für die Mutter Ludwigs des XIV. ein radikales politisches Reformprogramm, das man auch in seiner Mazarinade von 1652 „La verité tout nuë, ou Advis sincere et des-interessé sur les veritables causes des maux de l’Estat, & les moyens d’y apporter le remede“ (Die nackte Wahrheit oder Aufrichtige und nicht interessengeleitete Meinung zu den wahren Gründen der Staatsübel und wie ihnen abzuhelfen wäre) wiederfindet. Umfangreich ist seine Übersetzertätigkeit, die von den Bekenntnissen des Augustinus, über die Wüstenväter, Johannes Klimakos, Theresa von Avila und Johannes von Avila bis zu Flavius Josephus reicht. Daneben ist er als früher Spezialist der Obstbaukunde in die Geschichte eingegangen.

## Werke (Auswahl)
- Oeuvres chrétiennes. Paris 1644. Hrsg. Tony Gheeraert. Classiques Garnier, Paris 2020. (Vorwort von André Blanc)
- La manière de cultiver les arbres fruitiers. Paris 1652 (Digitalisat).
  - Neue Auflage. Paris 1676 (Digitalisat).

### Handbuchliteratur
- Winfried Engler: Lexikon der französischen Literatur. Komet, Köln 1994, S. 54.
- Robert Horville, Le XVIIe Siècle. Les ambiguïtés du baroque et du classicisme, in: Histoire de la littérature française, hrsg. von Henri Mitterand, Paris 1988, S. 235–407 (hier: S. 306).
- Alain Viala: ARNAULD (la famille). In: Jean-Pierre de Beaumarchais, Daniel Couty und Alain Rey (Hrsg.): Dictionnaire des littératures de langue française. A–F. Bordas, Paris 1984, S. 75–76.